# Науковий парк Київського національного університету ім. Тараса Шевченка
50°26′30.85″ пн. ш. 30°30′40.73″ сх. д. / 50.4419028° пн. ш. 30.5113139° сх. д.
Науковий парк КНУ імені Тараса Шевченка - це корпорація для просування та комерціалізації інтелектуальних R&D і технологічних проєктів у галузі теоретичних і прикладних наук. Серед його цілей організація конференцій і нарад, спрямованих на розвиток і покращення відносин між наукою і бізнес-світом в Україні.
Науковий Парк займається комерціалізацією перспективних інноваційних проєктів українських вчених в галузі природничих наук, технології матеріалів, приладобудування та інформаційних технологій (IT).

## Про корпорацію
Одним з основних засобів покращення стану інноваційної економіки України є максимально швидкий розвиток малого підприємництва в науці, і, особливо, в університетському середовищі. Як свідчить світовий досвід створення та розвитку наукових парків, достатній ефект можна отримати тільки при залученні в даний процес вузівської інфраструктури, що забезпечує постійну кадрову політику і активно заволікає в процес інновацій найбільш динамічну частину суспільства: студентську молодь, яка намагається досягти найвищих рубежів в освіті, кар’єрі та бізнесі. Даний сектор є найбільш динамічним і потребує відносно малих капіталовкладень.
Об’єднання університетської та академічної науки в рамках Корпорації «Науковий парк Київський університет імені Тараса Шевченка» дає унікальний шанс для запуску ефективного інноваційного процесу.
Наша місія полягає в просуванні та комерціалізації інтелектуальних R&D і технологічних проєктів у галузі теоретичних і прикладних наук. Також ми постійно організовуємо заходи, що спрямовані на розвиток і покращення відносин між наукою та бізнесом в Україні та світі.

## Послуги
- Фаховий аудит освітньої та науково-дослідницької діяльності - надання послуг щодо технічної та фахової експертизи щодо запобігання та виявлення академічного плагіату в наукових роботах наукових, науково-педагогічних, педагогічних, інших працівників і здобувачів вищої освіти;
- Розробка і реалізація комплексу маркетингу - визначення потенційних споживачів і формування клієнтської бази,визначення потенційних партнерів для науково-технічної кооперації: створення спільних підприємств та укладання договорів на реалізацію науково-технічної продукції,організація і проведення науково-технічних заходів (виставок, ярмарок, семінарів, конференцій, коопераційних бірж та інше),розробка дизайну та виготовлення рекламно-інформаційної продукції,підготовка і проведення презентацій інноваційних проєктів, просування науково-інноваційної продукції за допомогою інформаційно-маркетингових порталів в мережі Інтернет;
- Послуги з фахової комунікації і гармонізації термінологій - укладання банків паралельних документів (Європейське право: директиви, стандарти тощо),

генерування пам’яті перекладу на базі паралельних текстів,укладання та актуалізація одно-, дво- або багатомовних глосаріїв термінів та термінологічних баз даних,лінгвістичний консалтинг та фаховий коучинг перекладу,менеджмент великих перекладацьких проєктів;
- Фінансово-економічний супровід реалізації інвестиційних (інноваційних проєктів) - розробка бізнес-планів інвестиційних (інноваційних) проєктів,розробка техніко-економічних обґрунтувань,оцінка ефективності інвестиційного проєкту;проведення експертизи бізнес-планів інвестиційних (інноваційних) проєктів,оцінка науково-технічного рівня і ефективності інноваційних проєктів,пошук джерел фінансування на всіх етапах реалізації проєкту;
- Науково-дослідні та дослідно-конструкторські (технологічні) роботи - роводяться роботи у галузях: інформаційних технологій (IT),природничих наук,

технології матеріалів та приладобудування.

## Дослідження
- Природничі науки
- Технології матеріалів
- Приладобудування

## SBI
Start-up Business Incubator KNU – це молодіжна бізнес-платформа, яка, на базі Київського національного університету імені Тараса Шевченка, об’єднує молодих науковців та студентів, з метою вирішення прикладних завдань бізнесу шляхом виконання інноваційних стартап-проєктів.
Цілі проєкту:
- покращити умови для взаємодії вищої освіти та бізнесу в Україні;
- сприяти реалізації управлінського і творчого потенціалів молодих науковців та студентів;
- розвинути інфраструктуру підтримки молодіжного підприємництва на базі КНУ;
- допомогти молоді у реалізації бізнес-ідей шляхом освітньої, методичної та інформаційної підготовки;
- налагодити систему ефективного використання ресурсів КНУ та їх залучення в реалізацію бізнес-проєктів;
- підготувати команди розробників інноваційних стартап-проєктів для подальшого створення стартап-компаній на базі Науково парку.

Цільова аудиторія - активні та підприємливі студенти, молоді науковці та випускники, зацікавлені у створенні власних стартапів та впровадженні інновацій.
Start-up Business Incubator KNU шукає бізнес-проєкти студентів, аспірантів та молодих учених, які на високотехнологічному рівні вирішуватимуть актуальні питання у різних галузях науки за допомогою ІТ-розробок та інноваційних підходів, мають значний потенціал, претендують на успіх на комерційному ринку.

## Партнери
- Організація по забороні хімічної зброї
- НАК «Нафтогаз України»
- Державний інститут науково-технічної та інноваційної експертизи
- Аварійно-рятувальний загін спецпризначення МНС України у м. Севастополі
- ТОВ РМ-ІНВЕСТ
- ТОВ АЛСІ-ХРОМ
- ПАТ «Завод ЖБК ім. Світлани Ковальської»
- ТОВ «ГЕОМІКС»
- НГВУ «Чернігівнафтогаз»
- ТОВ «Кримська бурова компанія»
- Samsung Electronics Ukraine
- Інститут металофізики ім. Г.В.Курдюмова